# اوبیگنی-آن-آرتویز
اوبیگنی-آن-آرتویز (به فرانسوی: Aubigny-en-Artois) یک کمون در فرانسه است که در پا-دو-کاله واقع شده‌است. اوبیگنی-آن-آرتویز ۶٫۲۷ کیلومتر مربع مساحت دارد.